# Goguis
Un goguis est un démon de forme humaine, ou un bonze, qui accompagne les pèlerins japonais dans leurs voyages.